# Barborinský potok
Barborinský potok – potok w zachodniej części Niżnych Tatr na Słowacji. Jest prawobrzeżnym dopływem Korytnicy. Cała jego zlewnia znajduje się w obrębie miejscowości Liptovská Osada.
Barborinský potok ma kilka źródłowych cieków wypływających w żlebach na południowo-zachodnich stokach grzbietu Prašivá (1652 m) oraz pod Przełęczą Hiadelską (Hiadeľské sedlo). Jedno ze źródeł zasilających potok w górnej części jego biegu to Janošikov prameň. Potok spływa w kierunku północno-zachodnim dnem doliny Barboriná. Na wysokości około 770 m, u podnóży trzech szczytów uchodzi do Korytnicy. Miejsce jego ujścia to granica między trzema pasmami górskimi – każdy z trzech wznoszących się nad nim szczytów należy bowiem do innego pasma:
- Hadliarka (1211 m) – szczyt Starohorskich Wierchów
- Baba – szczyt Niżnych Tatr
- Magura (1125 m) – szczyt Wielkiej Fatry

Zlewnia Barborinskiego Potoku znajduje się w obrębie Starohorskich Wierchów i Niżnych Tatr. Koryto potoku oddziela te dwa pasma górskie na tym odcinku.
Dolina potoku jest częściowo porośnięta lasem, a częściowo trawiasta. Poprowadzono nią linię wysokiego napięcia 110 kV.